# فيلا بواغيفا
فيلا بواغيفا (وُلدت باسم فيكتوريا اتاناسوفا جيفكوفا؛ 29 سبتمبر 1859 - 21 يوليو 1921) كاتبة بلغارية وصحفية ومعلمة، تُعرف بأنها إحدى مؤسسات الحركة النسائية في بلغاريا. بعد إكمالها تعليمها الأساسي في الدولة العثمانية، عملت كمدرّسة حتى حصلت على منحة لمواصلة تعليمها في روسيا. بعد عودتها إلى بلغاريا وفي أثناء تلقيها دورات في المدرسة الروسية ودورات تدريبية في علم التربية، درّست في المدرسة وكتبت مقالات افتتاحية لعدد كبير من المنشورات. انضمت في عام 1901 إلى مجموعة من الناشطات النسويات لتأسيس اتحاد المرأة البلغارية. وبعد ذلك بعامين، أسست أول منظمة نسائية وأول مؤتمر نسائي اشتراكي عُقد في بلغاريا.

## سيرة حياتها
ولدت فيكتوريا اتاناسوفا جيفكوفا في 29 سبتمبر من عام 1859 في فيليكو ترنوفو، في بلغاريا العثمانية. والداها نيدا سبيريدونوفا وأتاناس جيفكوفا. هي الأصغر بين خمسة أبناء، شقيقتاها ماريولا وروز، وشقيقاها ديورغي جيفكوفا الذي كان سياسيًا وشغل منصب رئيس الجمعية الوطنية لبلغاريا ثلاث مرات، ونيكولا جيفكوفا، مؤسس أول روضة أطفال في بلغاريا والشاعر الذي كتب كلمات النشيد الوطني شومي ماريتسا. توفي الأب عندما كانوا صغارًا فتولى إخوتها الأكبر سنًا مسؤولية تربية الأسرة. أنهت المدرسة الإعدادية للبنات في تارنوفو وذهبت إلى المدرسة الثانوية في غابروفو، وتخرجت من مدرسة غابروفو للبنات في عام 1871. أصبحت معلمة ودرّست في بيركوفيتسا، اسطنبول وفي تارنوفو وفارنا. استغلت جيفكوفا وشقيقها نيكولا إجازتهما الصيفية في عام 1874، لجمع الأموال من أجل بناء مدرسة للبنات وكنيسة في فارنا. عملت جيفكوفا كممرضة في المستشفى الميداني الخمسين في سفيشتوف خلال الحرب الروسية العثمانية. عندما انتهت الحرب في عام 1878، حصلت على منحة دراسية من اللجنة الخيرية السلافية في سانت بطرسبرغ، وبدأت في حضور الدورات التربوية في مدرسة ماريانسكي الثانوية للبنات وتخرجت في عام 1881. عادت إلى بلغاريا ودرّست في أدرنة ولاحقًا في بوتلي. عادت جيفكوفا إلى روسيا بين عامي 1882 و1884، ودرست في سانت بطرسبورغ وحضرت دورات بيستوجيف للحصول على درجة في التعليم. تأثرت بالاحتجاجات الطلابية ضد الاستبداد القيصري في أثناء وجودها في روسيا، والتقت في جامعة سانت بطرسبرغ الحكومية بالطالب ديميتار بواغيفا وتزوجت منه.

### مسيرتها المهنية
عادت بواغيفا إلى صوفيا في عام 1884 وبدأت التدريس في مدرسة صوفيا النموذجية للبنات. أسست مع زوجها ديميتار في يوليو من عام 1885 أول مجلة اشتراكية في بلغاريا، الاتجاهات الحديثة وتشاركا في تحريرها. كتبت مقالات حول التمييز ضد المعلمين والمساواة وتعليم المرأة. تطوعت كممرضة في سليفنيتسا ومقاطعة بيروت في جنوب شرق صربيا طوال مدة الحرب الصربية البلغارية. نُقلت بواغيفا مرارًا وفصلت من مناصب التدريس بسبب أيديولوجيتها السياسية الصريحة ودعمها للاشتراكية. درّست في سلسلة من المدارس بين عامي 1884 و1912، في صوفيا (1885-1884)، شومن (1887-1886)، فيدين (1890-1897)، فيليكو ترنوفو (1892-1890)، ستارا زاغورا (1893-1892)، بلوفديف (1896–1893)، تولتشيا (1902–1901)، بلوفديف (1903–1902)، صوفيا (1907–1905) وماراشكي ترستينيك (1912–1907). عانت بواغيفا في عام 1912 من مشاكل صحية وعلى الرغم من تقاعدها من التدريس إلا أنها واصلت مساعيها الأخرى.
بدأت بواغيفا في عام 1894 مجلة «القضية» التي تأسست لنشر الأعمال الأدبية الاشتراكية للمؤلفين البلغار. نشرت قصائد كيريل خريستوف وديميتار بوليانوف (1953-1876) وإيفان سانت أندريشين (1934-1872) ونثرًا لأنطون ستراشيميروف. استمرت في تحرير المجلة حتى عام 1896، إلا أنها اضطرت إلى تعليق النشر وذلك بسبب أنشطة زوجها في المقام الأول. شاركت في عام 1901 في تأسيس أول منظمة نسائية وطنية، اتحاد المرأة البلغارية، إلى جانب كل من ديميترانا إيفانوفا وإيكاترينا كارافيلوفا وآنا كريمة وكينا كونوفا ويوليا مالينوفا وأخريات. قادت بواغيفا بعد عامين من ذلك الجماعة التي انفصلت عن الاتحاد بسبب الاختلافات الأيديولوجية. وأعربت عن اعتقادها بأن الاتحاد أصبح يركز بشكل كبير على قضايا نساء الطبقة العليا وحدها مع إغفال احتياجات العمال. أسست بواغيفا مجلة تسمى العمل النسائي وبدأت في الدفاع عن حقوق العمال.